# Afrogamasellus myersi
Afrogamasellus myersi är en spindeldjursart som beskrevs av Loots 1969. Afrogamasellus myersi ingår i släktet Afrogamasellus och familjen Rhodacaridae. Inga underarter finns listade i Catalogue of Life.